# Борисково (Новохованська волость)
Борисково (рос. Борисково) — присілок в Невельському районі Псковської області Російської Федерації.
Населення становить 2 особи. Входить до складу муніципального утворення Туричинська волость.

## Історія
Від 2015 року входить до складу муніципального утворення Туричинська волость.

## Населення
| 2001 | 2002 | 2010 |
| ---- | ---- | ---- |
| 4    | ↘0   | ↗2   |